# Elecciones municipales de Maynas de 2018
Las elecciones municipales de Maynas de 2018 se llevaron a cabo el 7 de octubre de 2018 para elegir al alcalde y al Concejo Provincial de Maynas para el periodo 2019-2022. La elección se celebró simultáneamente con elecciones regionales y municipales (provinciales y distritales) en todo el Perú.

## Sistema electoral
La Municipalidad Provincial de Maynas es el órgano administrativo y de gobierno de la provincia de Maynas. Está compuesta por el alcalde y el Concejo Provincial.
La votación del alcalde y el concejo se realiza en base al sufragio universal, que comprende a todos los ciudadanos nacionales mayores de dieciocho años, empadronados y residentes en la provincia de Maynas y en pleno goce de sus derechos políticos, así como a los ciudadanos no nacionales residentes y empadronados en la provincia de Maynas. No hay reelección inmediata de alcaldes.
El Concejo Provincial de Maynas está compuesto por 15 regidores elegidos por sufragio directo para un período de cuatro (4) años, en forma conjunta con la elección del alcalde (quien lo preside). La votación es por lista cerrada y bloqueada. Se asigna a la lista ganadora los escaños según el método d'Hondt o la mitad más uno, lo que más le favorezca.

## Composición del Concejo Provincial de Maynas
La siguiente tabla muestra la composición del Concejo Provincial de Maynas antes de las elecciones.
| Partidos | Partidos                                               | Regidores |
| -------- | ------------------------------------------------------ | --------- |
|          | Movimiento Integración Loretana                        | 9         |
|          | Movimiento Independiente Regionalista Amazónico Loreto | 3         |
|          | Fuerza Loretana                                        | 2         |
|          | Movimiento Independiente Loreto - Mi Loreto            | 1         |

## Partidos y candidatos
A continuación se muestra una lista de los principales partidos y alianzas electorales que participaron en las elecciones:
| Candidatura | Candidatura | Partidos y alianzas                                             | Candidatos | Candidatos                | Ideología                                                          | Resultado previo | Resultado previo | Ref. |
| Candidatura | Candidatura | Partidos y alianzas                                             | Candidatos | Candidatos                | Ideología                                                          | Votos (%)        | Reg.             | Ref. |
| ----------- | ----------- | --------------------------------------------------------------- | ---------- | ------------------------- | ------------------------------------------------------------------ | ---------------- | ---------------- | ---- |
|             | MIL         | Lista - Movimiento Integración Loretana (MIL)                   |            | Rosio Torres Salinas      | Regionalismo loretano                                              | 40.22%           | 9                |      |
|             | AP          | Lista - Acción Popular (AP)                                     |            | Sabino Álvarez Ferreyra   | Partido atrapalotodo                                               | 3.99%            | 0                |      |
|             | MERA        | Lista - Movimiento Esperanza Región Amazónica (MERA)            |            | Francisco Sanjurjo Dávila | Regionalismo loretano                                              | 3.50%            | 0                |      |
|             | APP         | Lista - Alianza para el Progreso (APP)                          |            | Yuri Alegre Palomino      | Liberalismo económico Conservadurismo liberal Populismo de derecha | 1.38%            | 0                |      |
|             | PPC         | Lista - Partido Popular Cristiano (PPC)                         |            | Roner Ramírez Barrera     | Democracia cristiana Conservadurismo social Liberalismo económico  | 0.64%            | 0                |      |
|             | APRA        | Lista - Partido Aprista Peruano (APRA)                          |            | José Fernández Montano    | Aprismo                                                            | Nuevo            | Nuevo            |      |
|             | UPP         | Lista - Unión por el Perú (UPP)                                 |            | Alfonso Beraún Cadenillas | Etnocacerismo Nacionalismo de izquierda Ultranacionalismo          | Nuevo            | Nuevo            |      |
|             | TPP         | Lista - Todos por el Perú (TPP)                                 |            | Roger Gronerth Pinedo     | Liberalismo Humanismo Progresismo                                  | Nuevo            | Nuevo            |      |
|             | RN          | Lista - Restauración Nacional (RN)                              |            | Jorge Monasí Franco       | Liberalismo económico Humanismo cristiano Evangelismo              | Nuevo            | Nuevo            |      |
|             | FP          | Lista - Fuerza Popular (FP)                                     |            | Sandro Cubas Encinas      | Fujimorismo Conservadurismo social Populismo de derecha            | Nuevo            | Nuevo            |      |
|             | FA          | Lista - Frente Amplio (FA)                                      |            | Eva Matute Panaifo        | Socialismo Ecologismo Descentralización                            | Nuevo            | Nuevo            |      |
|             | VP          | Lista - Vamos Perú (VP)                                         |            | Óscar Cortés Barbarán     | Populismo Socialdemocracia                                         | Nuevo            | Nuevo            |      |
|             | PP          | Lista - Podemos por el Progreso del Perú (PP)                   |            | Jorge D'Azevedo Reátegui  | Conservadurismo social Populismo Nacionalismo                      | Nuevo            | Nuevo            |      |
|             | MIRELO      | Lista - Movimiento Independiente Reivindiquemos Loreto (MIRELO) |            | Hernán Ríos Pinedo        | Regionalismo loretano                                              | Nuevo            | Nuevo            |      |

## Resultados

### Sumario general
|                        |                                                         |              |              |              |           |           |  |  |
| Partidos y coaliciones | Partidos y coaliciones                                  | Voto popular | Voto popular | Voto popular | Regidores | Regidores |  |  |
| Partidos y coaliciones | Partidos y coaliciones                                  | Votos        | %            | ±pp          | Total     | +/−       |  |  |
|                        | Movimiento Esperanza Región Amazónica (MERA)            | 72,133       | 32.99        | +29.49       | 9         | +9        |  |  |
|                        | Restauración Nacional (RN)                              | 70,396       | 32.19        | n/a          | 4         | +4        |  |  |
|                        | Movimiento Integración Loretana (MIL)                   | 29,550       | 13.51        | –26.71       | 2         | –7        |  |  |
|                        | Acción Popular (AP)                                     | 9,827        | 4.49         | +0.50        | 0         | ±0        |  |  |
|                        | Todos por el Perú (TPP)                                 | 7,212        | 3.30         | Nuevo        | 0         | ±0        |  |  |
|                        | Fuerza Popular (FP)                                     | 5,743        | 2.63         | Nuevo        | 0         | ±0        |  |  |
|                        | Unión por el Perú (UPP)                                 | 5,053        | 2.31         | n/a          | 0         | ±0        |  |  |
|                        | Partido Aprista Peruano (APRA)                          | 4,406        | 2.01         | n/a          | 0         | ±0        |  |  |
|                        | Movimiento Independiente Reivindiquemos Loreto (MIRELO) | 3,349        | 1.53         | Nuevo        | 0         | ±0        |  |  |
|                        | Alianza para el Progreso (APP)                          | 3,267        | 1.49         | +0.11        | 0         | ±0        |  |  |
|                        | Vamos Perú (VP)                                         | 2,788        | 1.27         | Nuevo        | 0         | ±0        |  |  |
|                        | Partido Popular Cristiano (PPC)                         | 2,721        | 1.24         | +0.60        | 0         | ±0        |  |  |
|                        | Frente Amplio (FA)                                      | 1,416        | 0.65         | Nuevo        | 0         | ±0        |  |  |
|                        | Podemos por el Progreso del Perú (PP)                   | 808          | 0.37         | Nuevo        | 0         | ±0        |  |  |
|                        |                                                         |              |              |              |           |           |  |  |
| Total                  | Total                                                   | 218,669      |              |              | 15        | ±0        |  |  |
|                        |                                                         |              |              |              |           |           |  |  |
| Votos válidos          | Votos válidos                                           | 218,669      | 84.71        | –4.46        |           |           |  |  |
| Votos en blanco        | Votos en blanco                                         | 24,136       | 9.35         | +5.14        |           |           |  |  |
| Votos nulos            | Votos nulos                                             | 15,326       | 5.94         | –0.68        |           |           |  |  |
| Votos emitidos         | Votos emitidos                                          | 258,131      | 69.93        | –6.10        |           |           |  |  |
| Abstenciones           | Abstenciones                                            | 110,981      | 30.07        | +6.10        |           |           |  |  |
| Votantes registrados   | Votantes registrados                                    | 369,112      |              |              |           |           |  |  |
|                        |                                                         |              |              |              |           |           |  |  |
| Fuente:                |                                                         |              |              |              |           |           |  |  |

## Elecciones municipales distritales

### Resultados por distrito
La siguiente tabla enumera el control de los distritos de la provincia de Maynas. El cambio de mando de una organización política se resalta del color de ese partido.
| Distrito          | Alcalde(sa) titular        | Partido político | Partido político                | Alcalde(sa) electo(a)       | Partido político | Partido político                |
| ----------------- | -------------------------- | ---------------- | ------------------------------- | --------------------------- | ---------------- | ------------------------------- |
| Alto Nanay        | Juan Gaviria Piña          |                  | Movimiento Integración Loretana | Carlos Yumbato del Águila   |                  | Restauración Nacional           |
| Belén             | Richard Vásquez Salazar    |                  | Movimiento Integración Loretana | Gerson Lecca García         |                  | Restauración Nacional           |
| Fernando Lores    | Josué Vásquez Rengifo      |                  | Movimiento Integración Loretana | Clever Ruiz Ruiz            |                  | Restauración Nacional           |
| Indiana           | Janet Reátegui Rivadeneyra |                  | Movimiento Independiente Loreto | Marlon Rengifo Crisóstomo   |                  | Movimiento Integración Loretana |
| Las Amazonas      | Aldo Paino Inuma           |                  | Fuerza Loretana                 | Américo Godoy Pérez         |                  | Movimiento Integración Loretana |
| Mazán             | Edward Reátegui Salas      |                  | Fuerza Loretana                 | Víctor Lozano Calampa       |                  | Restauración Nacional           |
| Napo              | Alfonso Guevara Chota      |                  | Movimiento Independiente Loreto | Gil Ruiz Ríos               |                  | Unión por el Perú               |
| Punchana          | Euler Hernández Arévalo    |                  | Movimiento Integración Loretana | Jane Donayre Chávez         |                  | Esperanza Región Amazónica      |
| San Juan Bautista | Francisco Sanjurjo Dávila  |                  | Movimiento Integración Loretana | José Arévalo Pinedo         |                  | Restauración Nacional           |
| Torres Causana    | José Pérez Navarro         |                  | Regionalista Amazónico Loreto   | Enrique Coquinche Coquinche |                  | Restauración Nacional           |